# محمود السجان
محمود السجان (24 يونيو 1990 - ) هو لاعب المنتخب الأردني للكاراتيه ، مسيرته الرياضية كانت برياضة التايكواندو إلا أنه تحول بعد 6 أشهر لممارسة رياضة الكراتيه واستمر بها مع مركز صقر قريش وفي عام 2009 إنضم إلى صفوف المنتخب الأردني للشباب وكانت أولى مشاركاته الخارجية مع المنتخب الأردني الأول في دورة ألعاب التضامن الإسلامي عام 2013 بإندونيسيا.

## إنجازاته
توج محمود السجان بميداليتين فضيتين على التوالي ببطولات آسيا للرجال عامي 2018 في الأردن و20019 في أوزبكستان ونال الميدالية الذهبية في البطولة العربية بقطر عام 2013  والميدالية الفضية بالبطولة العربية أيضاً في الأردن عام 2018.